# Halkyonische Tage
Als halkyonische Tage bezeichnete man im antiken Griechenland einen Zeitraum von vierzehn Tagen im Dezember um die Wintersonnenwende. Die halkyonischen Tage wurden wegen des gewöhnlich schönen Wetters und der Windstille geschätzt, das Meer war in dieser Zeit ruhig und gut befahrbar. Der Name halkyonisch geht zurück auf den Eisvogel (griechisch ἀλκυών halkyon oder alkyon); man nahm an, dass die Brutzeit des Eisvogelweibchens in diesen Zeitraum fällt. In der gehobenen Sprache wird der Ausdruck „halkyonische Tage“ metaphorisch für eine schöne kurze Zeit benutzt.
Ursprung dieses Ausdrucks ist der Mythos von Alkyone, der Tochter des Aiolos, deren Name von dem des Eisvogels abgeleitet ist. Alkyone (attisch Halkyone) war mit Keyx verheiratet. Nachdem sie ihren Mann verloren hatte, suchte sie ihn lange vergeblich. Schließlich wurde sie von den Göttern aus Mitleid in einen Eisvogel verwandelt. Ihr wurde das Privileg des schönen Wetters während ihrer Nist- und Brutzeit gewährt.
In dem pseudoplatonischen, später Lukian zugeschriebenen Dialog Halkyon („Der Eisvogel“) erzählt der Philosoph Sokrates seinem Freund Chairephon den Mythos von Halkyones Verwandlung in einen Eisvogel. Das fiktive Gespräch findet während der halkyonischen Tage statt, nachdem die beiden Freunde den Ruf des Eisvogels vernommen hatten.

## Rezeption
Friedrich Nietzsches gern benutztes Wort „halkyonisch“ bedeutet seelisch vollkommen. In seinem Werk Also sprach Zarathustra wird das Bild der Stille in Bezug auf den Stil eben dieses Werkes verwendet. Der Mythos steht also für Ruhe und Gelassenheit genauso wie für eine kurze Pause nach überstandenen und vor neuen Stürmen.
In Albrecht Schaeffers Roman Helianth ist es gleichen Sinnes eine Kapitelüberschrift.
Otto Erich Hartleben besingt in Der Halkyonier. Ein Buch Schlußreime (1904) „Halkyonische Tage“. Der Dichter begründete die „Halkyonische Akademie für unangewandte Wissenschaften zu Salò“, einen Freundeskreis, der nach seinem Tod unter dem Vorsitz von Alfred von Klement weitergeführt wurde.
Eine Gemäldeausstellung des deutschen Malers Michael Kunze in der Kunsthalle Düsseldorf im Jahre 2013 trug den Titel Halkyonische Tage. Auch das 7. Kapitel von Thomas Hettches Roman Pfaueninsel (2014) ist so benannt; dort spielt der Titel gleichermaßen auf die künstliche Wintermilde eines Palmenhauses an wie auf die kurze Hoffnung der Hauptfigur Marie, sie könne sein „wie alle“.
Eine Studie, die die Stabilität der Anwesenheit der Halkyonischen Tage im 5. und 4. Jahrhundert vor Christus untersucht, weitet den Zeitraum vom 15. Dezember bis zum 15. Februar aus mit Schwerpunkt vom 15. bis 31. Januar.